# Sușkî, Kaniv
Sușkî (în ucraineană Сушки) este un sat în comuna Prohorivka din raionul Kaniv, regiunea Cerkasî, Ucraina. În secolul al XIX-lea, satul făcea parte din volostul Prohorivka, uezdul Zolotonoșa.

## Demografie
Componența lingvistică a localității Sușkî
     Ucraineană (95,48%)
     Rusă (4,16%)
Conform recensământului din 2001, majoritatea populației localității Sușkî era vorbitoare de ucraineană (95,48%), existând în minoritate și vorbitori de rusă (4,16%).